# Dark Gamballe
Dark Gamballe je česká hudební skupina, která vznikla v červenci roku 1990. Pět zakládajících členů tehdy na Vyškově založilo thrash/death metalovou kapelu Dark. Svůj současný název získala až v roce 2000, kdy již produkovala alternativní metal který hraje dodnes.Za dobu své existence kapela vydala 14 CD a účastnila se mnoha koncertů a festivalů.

## Současná sestava
- Sanny – bicí
- 10 (De Sed) – zpěv
- Deady – kytara
- Tom – klávesy, basa, samply
- Spajsi – kytara
- JayKay - světla, fotky

## Ex členové
- Sadness - kytara
- Tumba - kytara
- Dasha - zpěv
- Joseph - bicí
- Catch - kytara
- Yadza - zpěv, flétna
- Robb - baskytara
- Majkl - kytara

## Diskografie
- Zlá krev (demo, 1991)
- Sex'n'Death (1992)
- Zyezn Gamballe & Mental World (1994)
- Under the Bottom (1996)
- Dark Gamballe (1998)
- Robotory (2000)
- Merizo Nanen (2002)
- Superstar (2004)
- Bonboniera (2006)
- Perpetuum Gamballe (2008)
- Pochyby (2010)
- Zatím dobrý (2013)
- Panoptikaria (2015)
- Hluboký nádech (2018)
- Romance panenky a kladiva (2021)
- Dobrý lhář (2024)

## Videozáznamy
- Běh na dlouhou trať (DVD, 2007)